# Behind Blue Eyes
«Behind Blue Eyes» —en español: «Detrás de los Ojos Azules»— es una canción de la banda de rock The Who. Fue escrita por Pete Townshend originalmente para su proyecto Lifehouse, pero fue lanzada en noviembre de 1971 como segundo sencillo de Who's Next. Es una de las canciones más conocidas de la banda, siendo versionada por numerosos artistas. Alcanzó el número 34 en el Billboard Hot 100.

## Información general
La canción comienza con la voz Roger Daltrey acompañada de un arpegio de guitarra acústica, más adelante se le añade el bajo y el conjunto de armonías acompañantes. Tras empezar como una balada suave, en el intermedio se produce un quiebre en esta, transformándose en un rock bastante más fuerte y común de la época. Cerca del final, cuando el rock concluye, la canción vuelve a la tranquilidad del inicio. Estos quiebres de ritmo en las canciones, fueron una especie de marca registrada de la escritura de Townshend de la época que se remonta a lo realizado en Tommy, como en «Christmas» y «Go to the Mirror!». El riff de guitarra al final del rock también es usado en la canción «Won't Get Fooled Again», tal vez para servir de enlace entre las dos canciones, ya que «Behind Blue Eyes» fue pensada para ser parte de una ópera rock (algunos temas desechados de Tommy y Quadrophenia, también aparecen en otras composiciones musicales).
La versión de la canción encontrada en Who's Next, fue la segunda que grabó la banda. La primera versión de «Behind Blue Eyes», fue grabada en los estudios Record Plant en New York, el 18 de marzo de 1971, contando con el acompañamiento de Al Kooper y su órgano Hammond. Pete Townshend ha grabado en solitario dos versiones de la canción. La primera apareció en su álbum Scoop, y la segunda junto a un acompañamiento orquestal en su álbum The Lifehouse Chronicles.

## Historia de Lifehouse
«Behind Blue Eyes» se canta desde el punto de vista del villano principal de Lifehouse, Jumbo. La letra es un lamento en primera persona de Jumbo, que siempre está enojado y lleno de angustia a causa de toda la presión y la tentación que le rodea. La canción estaba destinada a ser el tema ícono del proyecto.
Algunos miembros de The Who aludieron como inspiración original en la escritura de la canción a un amigo cercano de «ojos azules», el profesor canadiense de Ciencias Políticas Geoffrey Stevens.
Daltrey, por su parte, comentó que la canción relataba la soledad y presión que caía sobre Townshend de ser el integrante que aportaba las ideas en el grupo. Richard Barnes, compañero de cuarto en el colegio de Townshend, comentó que «era un gran peso para él» ya que tras el gran éxito de Tommy, todos le preguntaban: «¿Qué harás ahora?». En etapas difíciles, Daltrey quiso acercarse más a Pete, pero debió contenerse debido a que este se encontraba en etapas creativas, donde era mejor dejarlo solo. Debido a esta situación, Daltrey expresó que «Pete debió sentirse muy solo» y que «debió sentir que no nos importaba nada de él».

## Personal
- Roger Daltrey: voz
- Pete Townshend: guitarra acústica, guitarra principal, coros
- John Entwistle: bajo
- Keith Moon: batería

## Posicionamiento en listas
Listas semanales
| Lista (1971–1972)                  | Mejor posición |
| ---------------------------------- | -------------- |
| Canadá (RPM Top Singles)           | 23             |
| Estados Unidos (Billboard Hot 100) | 34             |
| Estados Unidos (Cashbox)           | 18             |
| Países Bajos (Dutch Top 40)        | 34             |

## Versiones

### Versión de Limp Bizkit
La banda estadounidense de nu metal Limp Bizkit realizó su versión incluida en su cuarto álbum Results May Vary, lanzada en septiembre de 2003 como su segundo sencillo. Se convirtió en un éxito comercial en varios países de Europa. Lideró las listas de República Checa y Suecia y se ubicó entre los cinco primeros en Alemania, Austria, Dinamarca, Noruega y Países Bajos. Así mismo, recibió el disco de oro en los Estados Unidos y Suiza, y el platino en Australia. La canción sufrió pequeñas variaciones, pero con la letra se mantuvo casi igual. En la versión del álbum contiene una pista oculta titulada "All That Easy", después de unos segundos de silencio, por lo que su duración total es 6:05. Sin embargo, la pista oculta no aparece en el sencillo.
Aparece en la película Gothika pero no fue incluida en su banda sonora. El video musical fue dirigido y protagonizado por el mismo Fred Durst y la actriz Halle Berry. En él, contiene escenas de la película, Gothika, en la que Berry protagoniza. Berry y Durst representan una relación similar a la trama de la película.
También aparece en Angry Birds: La película.

#### Lista de canciones
Sencillo en CD
1. «Behind Blue Eyes» (Radio edit) – 4:30
2. «Just Drop Dead» – 4:02
3. «My Way» (Remixed By DJ Lethal) – 4:28
4. «Behind Blue Eyes» (Video musical)

#### Posicionamiento en listas y certificaciones

##### Listas semanales
| Lista (2003-04)                         | Mejor posición |
| --------------------------------------- | -------------- |
| Alemania (Offizielle Deutsche Charts)   | 2              |
| Australia (ARIA)                        | 4              |
| Austria (Ö3 Austria Top 40)             | 3              |
| Bélgica (Flandes) (Ultratop 50)         | 13             |
| Bélgica (Valonia) (Ultratop 50)         | 16             |
| Dinamarca (Tracklisten)                 | 2              |
| República Checa (Rádio Top 50)          | 1              |
| Escocia (Scottish Singles Sales Chart)  | 16             |
| Estados Unidos (Billboard Hot 100)      | 71             |
| Estados Unidos (Modern Rock Tracks)     | 18             |
| Estados Unidos (Mainstream Rock Tracks) | 11             |
| Estados Unidos (Pop Songs)              | 25             |
| Eurochart Hot 100                       | 5              |
| Francia (SNEP)                          | 17             |
| Hungría (Rádiós Top 40)                 | 12             |
| Irlanda (IRMA)                          | 26             |
| Italia (FIMI)                           | 21             |
| Noruega (VG-lista)                      | 2              |
| Nueva Zelanda (Recorded Music NZ)       | 5              |
| Países Bajos (Dutch Top 40)             | 4              |
| Polonia (Polish Airplay Charts)         | 11             |
| Reino Unido (UK Singles Chart)          | 18             |
| Rumania (Romanian Top 100)              | 9              |
| Suecia (Sverigetopplistan)              | 1              |
| Suiza (Schweizer Hitparade)             | 5              |

##### Certificaciones
| País           | Organismo certificador | Certificación | Ventas  | Ref.   |
| -------------- | ---------------------- | ------------- | ------- | ------ |
| Alemania       | BVMI                   | 2× Platino    | 600 000 | [ 37 ] |
| Australia      | ARIA                   | Platino       | 70 000  | [ 13 ] |
| Dinamarca      | IFPI (Dinamarca)       | Oro           | 45 000  | [ 12 ] |
| Estados Unidos | RIAA                   | Oro           | 500 000 | [ 11 ] |
| Noruega        | IFPI (Noruega)         | Oro           | 5 000   | [ 38 ] |
| Nueva Zelanda  | RMNZ                   | Oro           | 15 000  | [ 39 ] |
| Reino Unido    | BPI                    | Oro           | 400 000 | [ 40 ] |
| Suiza          | IFPI (Suiza)           | Oro           | 10 000  | [ 41 ] |

### Otras versiones
- La canción también fue interpretada por varios artistas, entre los que se encuentran: Elf (Ronnie James Dio), Stratovarius, Bryan Adams, Skrewdriver, Sheryl Crow, Suzanne Vega, Silvertide y The Chieftains y otros más.

- El músico Unknown Hinson canta la canción Behind Blue Eyes en un concierto bajo el nombre de «Behind Black Eyes», cambiando algunas líneas para encajarla a su perfil.

- El comienzo de la canción fue cantada por Giles (Anthony Stewart Head) en Buffy, la Cazavampiros en el episodio de la cuarta temporada «Where the Wild Things Are».

- El rapero Noreaga creó también una canción titulada «Bad Mad» (junto a Beanie Sigel) que utiliza una muestra similar al coro de la canción con esta.

- En 2008, Eminem, Lil Wayne y Joe Budden crearon una versión remix de rap teniendo como base la canción de Limp Bizkit. Esta fue titulada «The Bad, The Sad, and The Hated» (en español «Lo malo, lo triste y lo odiado».

- En 2012, el actor y dramaturgo costarricense Alberto Castillo adapta esta canción a un texto dramático para teatro llamada «Detrás de esos ojos azules», donde se relata la historia de Pedro, un músico adicto a los fármacos y su novia Ana María, la cual al descubrir la adicción de Pedro intenta marcharse para que él pueda recuperarse, así que decide revelarle que es solamente producto de los efectos causados por los fármacos y su soledad. El personaje de Ana María refleja la necesidad de Pedro por la compañía además de que hace referencia a la adicción a los fármacos y el círculo vicioso en el que se cae. La obra termina cuando Pedro vuelve a tomar pastillas y la primera escena vuelve a correr dando a entender la que eso pasa en cada recaída que tiene Pedro con los fármacos.

- En 2013 el grupo de rock Spiritual Sin formado por el cantante y pianista inglés Tony Lewis y los músicos argentinos Martin Gilardi y Emiliano Jorge graban una versión muy similar a la original para su primer álbum

- En 2021 el grupo alemán Tokio Hotel y el dúo alemán de música electrónica VIZE lanzaron su versión remezclada de Slap House.[42]